# Вирче
Вирче (мкд. Вирче) је насеље у Северној Македонији, у источном делу државе. Вирче је у саставу општине Делчево.

## Географија
Вирче је смештено у источном делу Северне Македоније, близу државне границе са Бугарском - 4 km источно од насеља. Од најближег града, Делчева, насеље је удаљено 12 km јужно.
Насеље Вирче се налази у историјској области Пијанец. Насеље се развило на југоисточном ободу Делчевске котлине. Источно од насеља издиже се планина Влајна, док западно од њега протиче река Брегалница. Надморска висина насеља је приближно 750 метара. 
Месна клима је планинска због знатне надморске висине.

## Становништво
Вирче је према последњем попису из 2002. године имало 498 становника.
Претежно становништво у насељу су етнички Македонци (99%). Почетком 20. века већина су били Торбеши (исламизовани Македонци), али су се они после Балканских ратова иселили у Турску.
Већинска вероисповест месног становништва је православље.